# Пірс Браун
Пірс Браун (англ. Pierce Brown; 28 січня 1988 р., Денвер, Колорадо, США) — американський письменник-фантаст, найбільш відомий своєю серією книг «Червоне повстання» (англ. «Red rising»).

## Життєпис
Народився 28 січня 1988 року в Денвері, штат Колорадо, США. У 2010 році закінчив університет Пеппердайн, де вивчав політологію й економіку. Після випуску Пірс Браун спробував себе в різних професіях: працював SMM-менеджером у технологічній компанії, в американській телевізійній студії «ABC Signature», а також був помічником кандидата на посаду сенатора у США.

## Кар'єра
Свою першу книгу «Червоне повстання» (англ. «Red rising») Пірс Браун написав лише за 2 місяці. У той період життя автор жив у гаражі свого колишнього професора політології в Лос-Анджелесі, адже не мав змоги знімати житло. Після завершення написання першої книги, Браун отримав більш ніж 120 відмов від літературних агентів. Зрештою, роман дебютував у 2014 році. «Червоне повстання» отримало широке визнання й посіло 20 місце в списку бестселерів за версією «Нью-Йорк таймс» (англ. The New York Times Best Seller list).
6 січня 2015 року вийшла друга книжка серії — «Золотий син» (англ. «Golden Son»), яка отримала таке ж широке визнання й посіла 6 місце в списку бестселерів за версією «Нью-Йорк таймс».
Третя частина, «Ранкова зірка» (англ. «Morning Star»), була опублікована 9 лютого 2016 року, і дебютувала під номером 1 у списку бестселерів «Нью-Йорк таймс».
16 січня 2018 р. Пірс Браун видав перший роман тетралогії, яка продовжує історію трилогії «Червоне повстання», «Залізне золото» (англ. «Iron Gold»).
30 липня 2019 р. вийшла друга книжка — «Темний вік» (англ. «Dark Age»).
25 липня 2023 р. автор видав третю серію театралогії — «Світлоносець» (англ. «Light Bringer»).
Також у 2017 році Пірс Браун опублікував серію коміксів з шести частин «Червоне повстання: сини Ареса» («Red Rising: Sons of Ares»), що є приквелом до «Червоного повстання».

## Нагороди
- 2014 — номінований на премію «Вибір Goodreads» (Goodreads Choice Awards), як найкращий дебютний автор «Goodreads»
- 2015 — «Золотий син» (англ. «Golden Son») виграв премію «Вибір Goodreads», як найкраща книжка в жанрі наукової фантастики
- 2016 — «Золотий син» (англ. «Golden Son») виграв премію «RUSA Awards», як найкраща книжка в жанрі наукової фантастики
- 2016 — номінований на премію Кемпбелла найкращому новому письменнику-фантасту (англ. John W. Campbell Award for Best New Writer)
- 2016 — «Ранкова зірка» (англ. «Morning Star») номінована на премію «Вибір Goodreads», як найкраща книжка в жанрі наукової фантастики